# 小行星4511
小行星4511（英語：4511 Rembrandt）是一颗围绕太阳公转的小行星。1935年9月28日，亨德里克·范·基特在约翰内斯堡发现了此天体。
这颗小行星的绝对星等为302.6145999134727等。